# V8 Thunder Cars

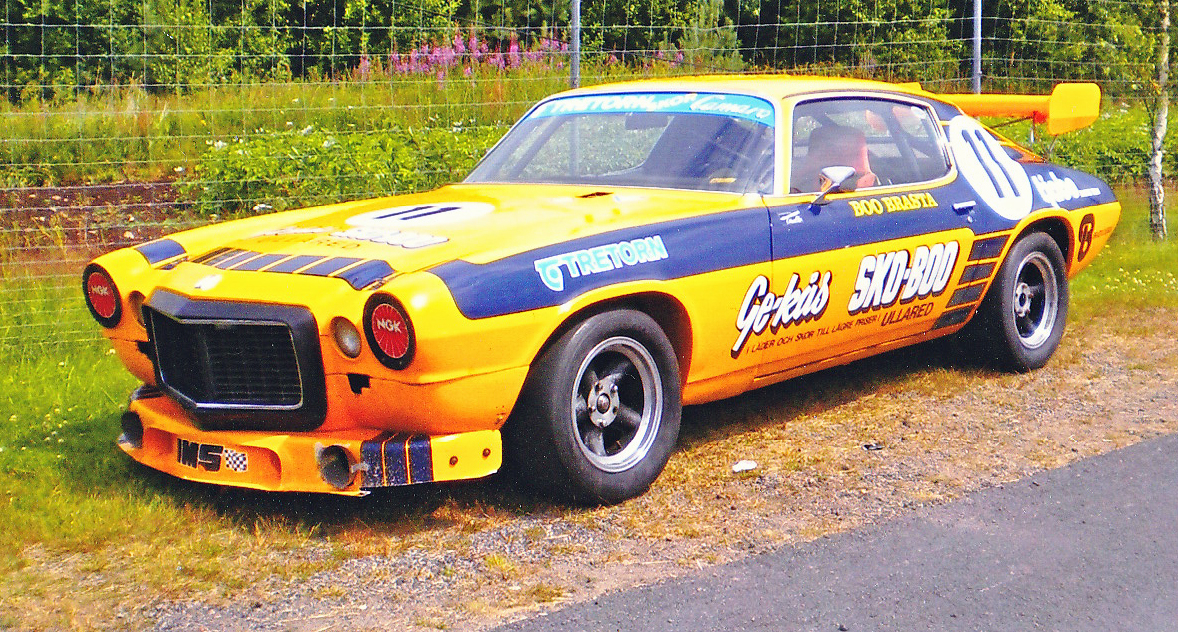
Boo "Bosse" Brastas Camaro från sent 70-tal.

V8 Thunder Cars, tidigare Camaro Cup, är en racingserie som i samarbete med Svenska bilsportförbundet körs i Sverige och Finland. Bilarna man använder i serien är Chevrolet Camaro och Ford Mustang. Serien grundades 1975 som Super Star Cup och till en början körde man med flera bilfabrikat även om Chevrolet Camaro var den vanligast förekommande bilen. År 1988 blev serien en enhetsklass för Chevrolet Camaro och kördes med tävlingsbilar baserade på standardversionen av Camaro. 2010 gick mästerskapet över till att använda ett rörramschassi från den amerikanska tillverkaren Howe Racing Enterprises. Fram till 2013 användes endast karosser baserade på Chevrolet Camaro men när det blev tillåtet att tävla även med karosser baserade på Ford Mustand och Dodge Challenger bytte mästerskapet namn till V8 Thunder Cars. V8 Thunder Cars drivs sedan 2015 av Performance Racing Automotive på uppdrag av V8 Thunder Cars Förarförening.   

## Bakgrund

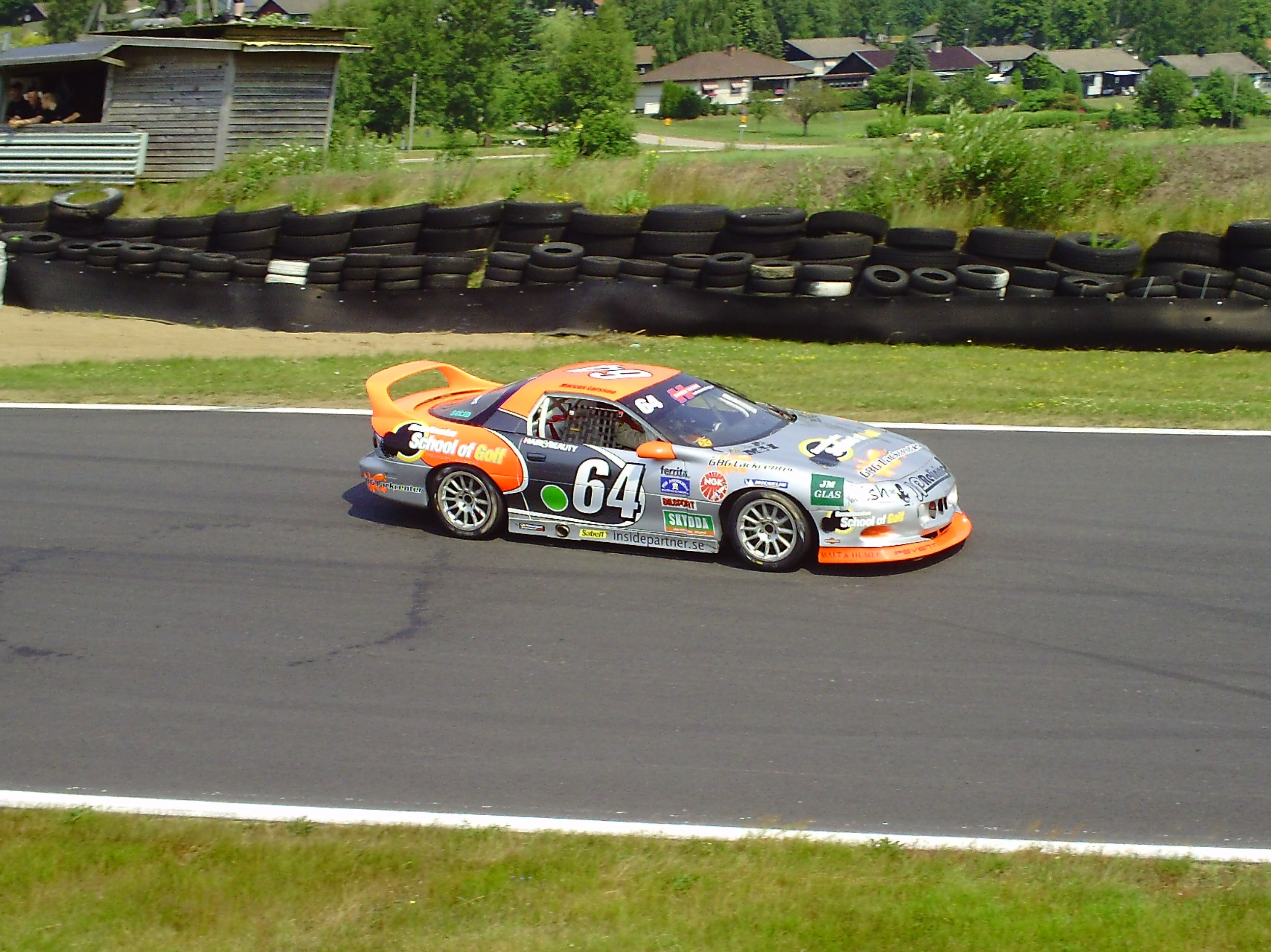
Marcus Larsson i Chevrolet Camaro Gen-4 på Falkenbergs Motorbana 2010.

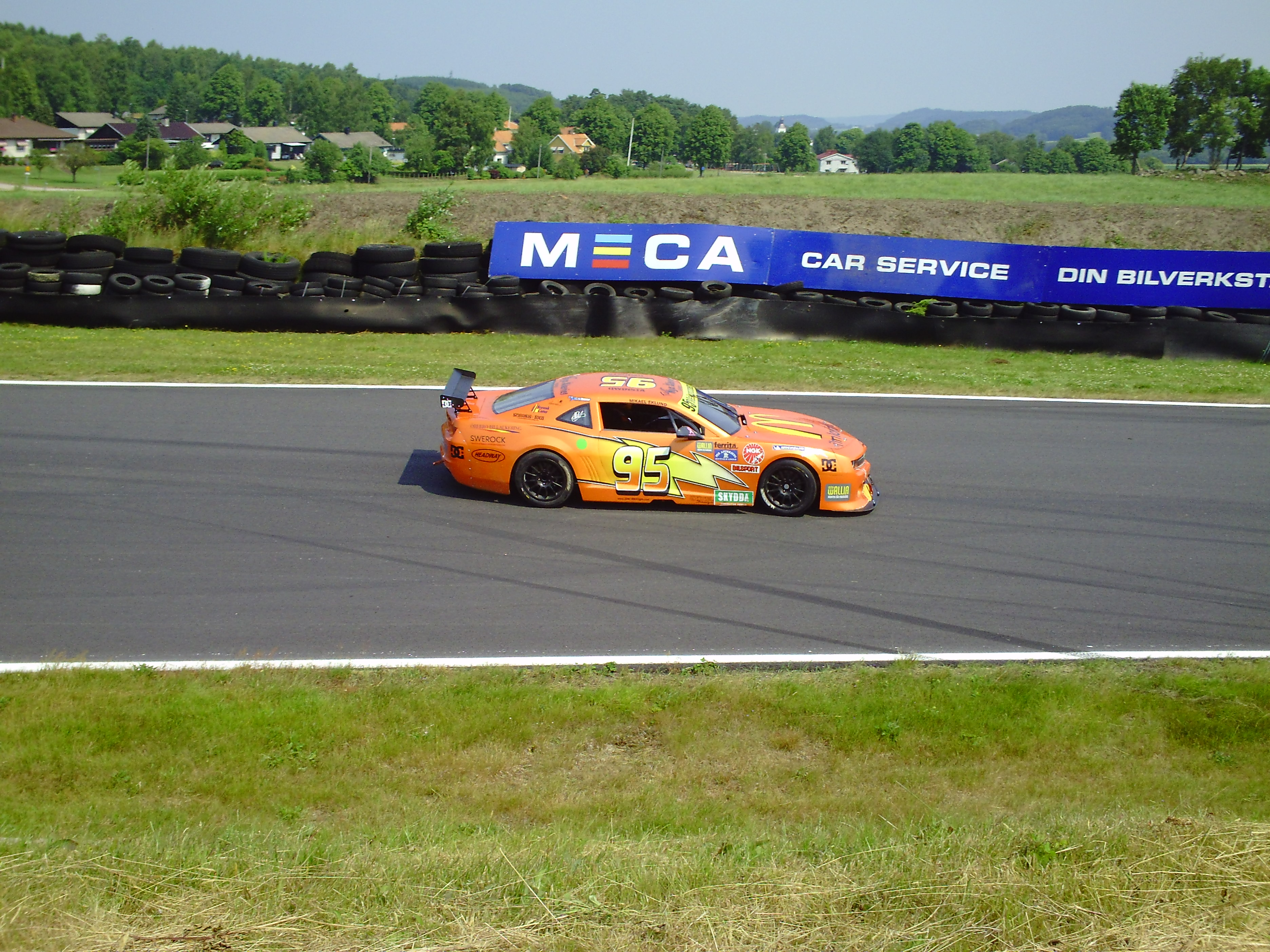
Mikael Eklund i Chevrolet Camaro Gen-5 på Falkenbergs Motorbana 2010.

Klassen räknar sitt ursprung till 1975 då bland andra Robin "SSK:s Gudfader" Shorter, Sven "Masen" Hansjons, Picko Troberg och Göran Boström var med och skissade på en ny standardklass inom svensk motorsport och SSK racing. Den 20 april 1975 var Super Star klassen ute på premiärtävlingen på Kinnekulle Ring och blev snabbt en av de populäraste och mest omskrivna tävlingarna med underhållande och täta lopp. 
Super Star Cups måtto var; "Eliten fightas på lika villkor", "En superserie med tuffa amerikanska V8:or korar MÄSTARES MÄSTARE". Kvaltävlingar avverkas. Med ett system à la ishockey och fotboll med streck strider man om de tio platserna ovanför strecket. De som hamnar ovanför strecket kommer till finalen. I finalen spelar tidigare kvalpoäng ingen roll. Här gäller det att vara först över mållinjen. Klassen hette officiellt; 1975 Woodhead Super Star cup, 1976 & 1977 Puss&Kram Super Star Cup (jeans), 1978 & 1979 Tretorn Super Star Cup (gymnastikskor) och 1980 & 1981 Super Star Cup (Sibylla). Även om majoriteten av bilarna var Chevrolet Camaro (Gen 1& 2) så fick andra "jänkebilar" vara med, bara de var klassade. Andra "jänkebilar" som deltog var Plymouth Cuda. En egenproducerad vinylsingel blev inspelad där alla förarna deltog med skönsång (nåja)."The racing SUPERSTARS" heter sigeln, på första sidan heter låten "För jag vill bli en superstar" på andra sidan "Puss, puss-puss o kram". Idag är denna skiva klassad som kult med ett samlarvärde.
Super Star-klassen körde även tävlingar utanför Sverige. 1978 i Tyskland på Diepholz körde F1-stjärnorna och tyska nationalidolen Hans-Joachim Stuck och Jochen Mass i Super Star klassen. Hans-Joachim Stuck vann. Hans-Joahim Stuck körde i team med Mats "Lillen" Magnusson, teamsponsor var IKEA och racet sändes på tv. Super Star Cup har även gjort andra gästspel utanför Sverige, 1979 i Holland på Zandvoort och Belgien på Spa. Hösten 1979 kördes också ett race i Storbritannien på Donington Park banan och där vann Bo "Ridas" Ridström. 1981 kördes ett race i Finland på Hämenlinna banan, arrangören hade lyckats övertala nationalhjälten Keke Rosberg att komma och med sig hade han teamkompisen Chico Serra. Peter Norlander vann, Keke Rosberg kom tvåa. Superstar drog 22 000 åskadare till Hämenlinna. "Det här är nästan roligare än Formel 1, myste Keke medan han åkte ärevarv, tillsammans med segraren".
Förare som körde Super Star var; Picko Troberg, Bo "Emma" Emanuelsson, Ulf Granberg, Mr Seabeach, Peter Norlander, Bosse Brasta, Roger Wibom, Krister "Svarten" Karlsson, Anders Olofsson, Mats "Lillen" Magnusson, F1- förare Reine Wisell, Bo "Ridas" Ridström, Göran Boström, Greger Petersson, Jüri Kann, Ulf "Rökar'n" Larsson, Per Eklund, Lars Norberg, Allan Bengtsson, Hans Pulls, Kjell-åke Johansson, Kaj Dahlbacka, Kurt Ohlsson, Görgen Ohlsson, Hazze "Z" Berglund, Per Alm, Kent Brandt, Kurt Simonsen, Kaj Hilding, Sune Olsson, Michael de Noss, m.fl. 
Som ett led i förnyelsen av klassen blev det 1982 öppet för alla märken att delta och reglementet blev minst sagt generöst med i stort sett fri motortrimning, inte helt olikt det tidiga 70-talets Silhouette Cup, och klassen döptes om till Super Saloon. Under det första året kunde publiken uppleva eldsprutande monster till bilar som Volkswagen Typ 1 och Porsche 935, båda med dubbelturbo, Jurg Bächi kom i en våldsamt omarbetad Opel Manta, dessutom tävlade BMW M1, BMW 320i, Zakspeedbyggda Ford Escort och Ford Capri samt ett koppel med Camaros. Åren 1982 och 1983 var det tvåfaldige Super Star-mästaren Peter Norlander som tog två SM-guld i Super Saloon-klassen i sin Magnum Racing-trimmade Chevrolet Camaro.
1988 återskapades Camaro Cup till att åter bli en enhetsklass och denna gång var tanken att det skulle vara en rolig tävling för en billig peng, baserad på standardbilar med standarddäck. 1988 på Mantorp park var F1-föraren Slim Borgudd gästförare i Camaro Cup i team Rodeblad/Magnum Racing.
Mellan åren 1994 och 1998 var den store dominanten Tomas Engström som tog hem inte mindre än fem mästerskapstitlar i rad.
År 2000 bytte klassen reglemente till Super Stock, (SSR), samtidigt som det blev tillåtet med Camaros nya karosser och motorer. De gamla Camarobilarna fanns emellertid kvar, varför man inom bilklassen tävlade med två mästerskap, Super Stock och Super Stock Classic. År 2003 blev det enbart tillåtet med de nya Camarobilarna och klassen ändrade namn till Camaro Cup 2000 för att markera att det handlade om den senaste karossen. Ett flertal av de gamla bilarna skulle istället dyka upp i V8 Challenge. 1999–2003 gick Camaro Cup som supportklass till STCC, men 2004 blev man tvungna till att gå tillbaka till sina rötter och köra inom ramen för det mindre SSK. Säsongen 2005 blev katastrofal med i genomsnitt sex bilar per tävlingshelg och startfältet skulle inte komma över sju startande någon gång under säsongen. För att fylla ut leden blev reglerna generösare och ett par andra racing klasser från SSK lades till i fältet som nu kom att innehålla bland annat ett par före detta STCC-bilar.
2006 var man åter med som supportklass till STCC och startfältet växte snabbt till ungefär 20 bilar. Nytt för säsongen var att man återinförde greppet med gästförare. Nu fanns det en särskild bil som användes för detta och den inbjudne gästen behövde således inte låna någon av de övriga förarnas fordon för att medverka. Under detta år var bland andra Formula Nippon och blivande F1-föraren Björn Wirdheim, OMV Kronos Citroën WRC-föraren Daniel Carlsson, Junior WRC-mästaren P-G Andersson och STCC:s Edward Sandström gästförare.
Till säsongen 2010 byttes generation fyra-bilarna ut mot den nyare generation fem som innebar att man gick över till ett rörramschassi tillverkat av Howe Racing Enterprises i USA. General Motors tävlingsavdelning levererade den första generationens motorer. Under de första åren fanns endast kaross från Chevrolet Camaro att tillgå men 2013 bytte mästerskapet namn till V8 Thunder Cars och möjliggjorde användning av karosser baserade på Ford Mustang och Dodge Challenger.

## Säsonger
| År   | Förare |  |
| ---- | --- |  |
| 1975 | Woodhead Super Star Cup 1. Bo "Emma" Emanuelsson, Göteborg, Camaro Z28 2. Bo "Ridas" Ridström, Huddinge, Camaro 1969 3. Mr Seabeach, Wäxjö, Chevrolet Camaro Z28 4. Ulf "Rökar'n Larsson, Huddinge, Camaro Z28 5. Göran Boström, Johanneshov, Camaro Z28 6. Picko Troberg, Stockholm, Camaro Z28 7. Gunnar Landström, Chevrolet Camaro Z28 8. Hasse "Zäta" Berglund, Göteborg, Camaro Z28 |  |
| 1976 | Puss & Kram Super Star Cup 1. Ulf Granberg, Lerum, Chevrolet Camaro 2. Bo Emaneuelsson, Göteborg, Chevrolet Camaro 3. Rune Tobiasson, Fjällbacka, Chevrolet Camaro 4. Mr Seabeach, Wäxjö, Chevrolet Camaro 5. Leif Engström, Hedemora, Chevrolet Camaro 6. Reine Wisell, Skurup, Chevrolet Camaro 7. Göran Boström, Johanneshov, Chevrolet Camaro 8. Bo Ridström, Huddinge, Chevrolet Camaro 9. Ulf Karlsson, Göteborg, Chevrolet Camaro 10. Christer "Svarten" Karlsson, Camaro Z28 |  |
| 1977 | Puss & Kram Super Star Cup 1. Bo "Emma" Emanuelsson, Camaro Z28, Team Mer 2. Reine Wisell, Camaro Z28, Team Zip Up 3. Christer "Svarten" Karlsson, Camaro Z28, Team Masens bil 4. Kaj Hilding, Smålandsstenar, Camaro Z28 5. Bo Ridström, Huddinge, Camaro Z28, Team Plagan plåt 6. Mr Seabeach, Camaro Z28, Team Solifer 7. Kjell Ahnelöv, Huddinge, Camaro Z28 8. Roger Wibom, Mjölby, Camaro Z28, Team Artex 9. Tommie "Mr Puss & Kram" Weiss, SSK, Camaro Z28, Team Masens bil 10. Björn Ribners, Vadstena, Camaro Z28 |  |
| 1978 | Tretorn Super Star Cup 1. Ulf Granberg, Lerum, Camaro Z28, Team Sibylla 2. Mats "Lillen" Magnusson,Sollentuna, Woodhill/Magnum Racing 3. Peter Norlander, Göteborg, Team Västkuststugan 4. Bo Ridström, Huddinge, Camaro 1969 5. Roger Wibom, Mjölby, Team Artex 6. Hasse Pulls, Bromma 7. Greger Pettersson, Halmstad, Team Sportpromotion 8. Kurt Olsson, Varberg 9. Bengt Nilsson, Jämtland 10. Björn Ribners, Vadstena |  |
| 1979 | Tretorn Super Star Cup 1. Peter Norlander, KAK/V, Camaro Z28, Team Västkuststugan/Magnum Racing 2. Reine Wisell, Tomelilla MK, Camaro Z28, Team Sibylla 3. Ulf Granberg, Anderstorp MK, Camaro Z28, Team Sibylla 4. Mr Seabeach, MK Brinkarna, Camaro Z28 5. Bo Ridström, Huddinge MK, Camaro 1969 6. Roger Wibom, MK Kvarnvingarna, Camaro Z28 7. Ulf "Rökar'n" Larsson, Huddinge MK, Camaro Z28 8. Mats "Lillen" Magnusson, Sollentuna, Camaro Z28, Team Magnum Racing 9. Greger Pettersson, Halmstad, Camaro Z28. Team Sportpromotion 10. Christer "Svarten" Karlsson, Huddinge MK, Camaro Z28                                                                 |  |
| 1980 | Super Star Cup 1. Peter Norlander, KAK/V, Camaro Z28, Team Västkuststugan/Magnum Racing 2. Kent Serneholt, UVMK, Camaro Z28, Team Magnum racing 3. Ulf "Rökar'n" Larsson, Huddinge MK Camaro Z28 4. Christer "Svarten" Karlsson, Huddinge MK Camaro Z28 5. Hasse Pulls, Huddinge MK Camaro Z28, Hawaiian Tropic 6. Bo "Ridas" Ridström, Huddinge MK Camaro Z28 7. Kaj Hilding, Anderstrop RC, Camaro Z28 8. Kjell Ahnelöv, Huddinge MK, Camaro Z28 9. Kjell-Åke "Postis" Johansson, KAK, Camaro Z28, Hawaiian Tropic 10. Per Kjellberg, SVKG Göteborg, Camaro Z28                                                                                                 |  |
| 1981 | Super Star Cup 1. Ulf "Rökar'n" Larsson, Huddinge MK, Camaro Z28 2. Peter Norlander, KAK/V,Camaro Z28 Team Västkuststugan/Magnum Racing 3. Per Alm, Göteborg ,Camaro Z28 4. Kent Serneholt,SSK, Camaro Z28, Team Magnum racing 5. Thorleif Gustavsson, SSK, Chevrolet Camaro 6. Greger Pettersson, Halmstad, Camaro Z28, Sportpromotion/Magnum racing 7. Hasse Pulls, SSK, Camaro Z28, Hawaiian Tropic 8. Kjell-Åke "Postis" Johansson, SSK, Camaro Z28, Hawaiian Tropic 9. Sören Kjellqvist, SSK, Camaro Z28 10. Robert Lappalainen, SSK, Camaro Z28 |  |
| 1988 | Camaro Cup 1. Anders Berggren, Karlskoga MK, Chevrolet Camaro 82 poäng 2. Hans Pulls SSK Team Kamasatools/Magnum Racing 63 poäng 2. Göran Boström SSK, Chevrolet Camaro 63 poäng 4. Sören Hansjons SSK, Chevrolet Camaro 50 poäng 5. Tommie "Mr Puss & kram" Weiss, SSK, Camaro 40 poäng 6. Slim Borgudd, England, Team Rodeblad/Magnum Racing 20 poäng 7. Jörgen Eriksson SMK Hedemora, Chevrolet Camaro 18 poäng 8. Kjell-Åke "Postis" Johansson KAK, Camaro 17 poäng |  |
| 1989 | Camaro Cup 1. Greger Kronegård KAK Stockholm, Chevrolet Camaro 175 poäng 2. Hans Pulls SSK Team Kamasatools/Magnum Racing 127 poäng 3. Anders Berggren, Karlskoga MK, Chevrolet Camaro 113 poäng 4. Kjell-Åke "Postis" Johansson KAK, Camaro 112 poäng 5. Tomas Engström SMK Hedemora, Camaro 94 poäng 6. Jörgen Eriksson SMK Hedemora, Chevrolet Camaro 92 poäng 7. Göran Boström SSK, Chevrolet Camaro 87 poäng 8. Christer Simonsen SSK, Chevrolet Camaro 78 poäng 9. Göran Andersson SMK Dala, Chevrolet Camaro 75 poäng 10. Staffan Schmidt SSK, Chevrolet Camaro 74 poäng                                                                                   |  |
| 1990 | Camaro Cup 1. Greger Kronegård KAK Stockholm, Chevrolet Camaro 175 poäng 2. Hans Pulls SSK Team Kamasatools/Magnum Racing 133 poäng 3. Tomas Engström SMK Hedemora, Chevrolet Camaro 102 poäng 4. Anders Hultqvist, SMK Örebro, Chevrolet Camaro 97 poäng 5. Hans Riis-Pedersen SSK, Chevrolet Camaro 93 poäng 6. Anders Berggren, Karlskoga MK, Chevrolet Camaro 82 poäng 7. Alfred Riis-Pedersen Halmstads AK, Camaro 61 poäng 8. Staffan Schmidt SSK, Chevrolet Camaro 54 poäng 9. Göran Andersson SMK Dala, Chevrolet Camaro 54 poäng 10. Kjell-Åke "Postis" Johansson KAK, Camaro 52 poäng                                                                   |  |
| 1990 | Grand Final 1990 1. Hans Pulls SSK Team Kamasatools/Magnum Racing 2. Kjell-Åke "Postis" Johansson KAK, Chevrolet Camaro 3. Anders Hultqvist, SMK Örebro, Chevrolet Camaro 4. Alfred Riis-Pedersen Halmstads AK, Camaro 5. Göran Andersson SMK Dala, Chevrolet Camaro 7. Göran Boström SSK, Chevrolet Camaro |  |
| 1991 | Camaro Cup 1. Greger Kronegård KAK Stockholm, Chevrolet Camaro 122 poäng 2. Hans Pulls SSK Team Kamasatools/Magnum Racing 106 poäng 3. Kjell-Åke "Postis" Johansson KAK, Camaro 99 poäng 4. Ulf "Mr Super star" Granberg, Göteborg, Camaro 90 poäng 5. Hans Riis-Pedersen SSK, Chevrolet Camaro 65 poäng 6. Tomas Engström SMK Hedemora, Camaro 61 poäng 7. Anders Hultqvist, SMK Örebro, Chevrolet Camaro 53 poäng 8. Anders Berggren, Karlskoga MK, Chevrolet Camaro 52 poäng 9. Kaj Hilding, Anderstrop RC, Chevrolet Camaro 51 poäng 10. Poul Riis-Pedersen SSK, Chevrolet Camaro 50 poäng                                                                    |  |
| 1992 | Camaro Cup 1. Anders Hultqvist, SMK Örebro, Chevrolet Camaro 117 poäng 2. Hans Pulls SSK Team Kamasatools/Magnum Racing 100 poäng 3. Kjell-Åke "Postis" Johansson KAK, Camaro 98 poäng 4. Tomas Engström SMK Hedemora, Camaro 92 poäng 5. Poul Riis-Pedersen SSK, Chevrolet Camaro 76 poäng 6. Alfred Riis-Pedersen Halmstads AK, Camaro 74 poäng 7. Göran Boström SSK, Chevrolet Camaro 70 poäng 8. Felix Dubrawski Jr, Team Westom, Chevrolet Camaro 69 poäng 9. Ulf "Mr Super star" Granberg, Göteborg, Camaro 54 poäng 10. Kaj Hilding, Anderstrop RC, Chevrolet Camaro 46 poäng                                                                              |  |
| 1993 | Camaro Cup 1. Anders Hultqvist, SMK Örebro, Chevrolet Camaro 64 poäng 2. Tomas Engström SMK Hedemora, Camaro 61 poäng 2. Felix Dubrawski Jr, Team Westom, Chevrolet Camaro 61 poäng 4. Ulf "Mr Super star" Granberg, Göteborg, Camaro 54 poäng 5. Hans Pulls SSK Team Kamasatools/Magnum Racing 53 poäng 6. Göran Boström SSK, Chevrolet Camaro 48 poäng 7. Alfred Riis-Pedersen Halmstads AK, Camaro 43 poäng 7. Bo "Trollet" Hollström, Mälaröarnas MK, Camaro 43 poäng 9. Laila Riis-Pedersen SSK, Chevrolet Camaro 41 poäng 10. Bill Berggren,SSK, Chevrolet Camaro, Team Royalbygg 33 poäng 10. Kenneth Julenstam, Åkersberga Gummiverkstad 33 poäng         |  |
| 1994 | Camaro Cup 1. Tomas Engström SMK Hedemora, Camaro 157 poäng 2. Alfred Riis-Pedersen Halmstads AK, Camaro 136 poäng 3. Kjell-Åke "Postis" Johansson KAK, Camaro 131 poäng 4. Hans Pulls SSK Team Kamasatools/Magnum Racing 124 poäng 5. Greger Kronegård, KAK Stockholm, Chevrolet Camaro 118 poäng 6. Felix Dubrawski Jr, Team Westom, Chevrolet Camaro 104 poäng 7. Bill Berggren,SSK, Chevrolet Camaro, Team Royalbygg 99 poäng 8. Göran Boström SSK, Camaro, Team Vitvarumäklarna 93 poäng 9. Laila Riis-Pedersen SSK, Chevrolet Camaro 73 poäng 10. Kaj Hilding, Anderstrop RC, Chevrolet Camaro 67 poäng                                                     |  |
| 1995 | Camaro Cup 1. Tomas Engström SMK Hedemora, Camaro 227 poäng 2. Hans Pulls SSK Team Kamasatools/Magnum Racing 187 poäng 3. Kjell-Åke "Postis" Johansson KAK, Camaro 174 poäng 4. Greger Kronegård, KAK Stockholm, Chevrolet Camaro 173 poäng 5. Alfred Riis-Pedersen Halmstads AK, Camaro 171 poäng 6. Göran Andersson SMK Dala, Chevrolet Camaro 166 poäng 7. Göran Boström SSK, Camaro, Team Vitvarumäklarna 132 poäng 8. Laila Riis-Pedersen SSK, Chevrolet Camaro 124 poäng 9. Kaj Hilding, Anderstrop RC, Chevrolet Camaro 112 poäng 10. Bill Berggren,SSK, Chevrolet Camaro, Team Royalbygg 109 poäng                                                        |  |
| 1996 | Camaro Cup 1. Tomas Engström SMK Hedemora, Camaro 272 poäng 2. Kjell-Åke "Postis" Johansson SSK, Camaro 235 poäng 3. Hans Pulls SSK Team Kamasatools/Magnum Racing 232 poäng 4. Göran Boström SSK, Camaro, Team Vitvarumäklarna 161 poäng 5. Alfred Riis-Pedersen Halmstads AK, Camaro 156 poäng 6. Laila Riis-Pedersen SSK, Chevrolet Camaro 137 poäng 7. Sofia Lassbo, Säters MK, Camaro Team Päsåkers 126 poäng 8. Eva Kjellkvist SSK Team Kamasatools/Magnum Racing 111 poäng 9. Robert Kihlbom Botkyrka MK, Chevrolet Camaro 93 poäng 10. Mikael Östberg Botkyrka MK, Chevrolet Camaro 86 poäng 10. Magnus Carlsson Anderstorp RC, Chevrolet Camaro 86 poäng |  |
| 1997 | Camaro Cup 1. Thomas Engström SMK Hedemora, Camaro 200 poäng 2. Hans Pulls, SSK, Team Kamasatools/Magnum Racing 124 poäng 3. Göran Boström SSK, Chevrolet Camaro 119 poäng 4. Börje Eriksson SSK, Chevrolet Camaro 118 poäng 5. Mikael Henriksson SSK, Chevrolet Camaro 109 poäng 6. Mikael Östberg Botkyrka MK, Chevrolet Camaro 107 poäng 7. Lars Baalack MK Skandia, Camaro, Team Sunsta 98 poäng 8. Marcus Lundström SSK, Chevrolet Camaro 90 poäng 9. Janne "Cash" Nilsson SSK, Chevrolet Camaro 84 poäng 10. Hans Zetterström Sollentuna BK, Chevrolet Camaro 76 poäng                                                                                      |  |
| 1998 | Camaro Cup 1. Thomas Engström SMK Hedemora, Camaro 290 poäng 2. Mikael Östberg Botkyrka MK, Chevrolet Camaro 184 poäng 3. Lazze Baalack MK Skandia, Camaro, Team Sunsta 147 poäng 4. Marcus Lundström SSK, Chevrolet Camaro 145 poäng 5. Robert Kihlbom Botkyrka MK, Chevrolet Camaro 114 poäng 6. Janne "Cash" Nilsson SSK, Chevrolet Camaro 109 poäng 7. Börje Eriksson SSK, Chevrolet Camaro 92 poäng 8. Bosse Högberg Sollentuna BK, Chevrolet Camaro 68 poäng 9. Claes Eriksson MK Skandia, Chevrolet Camaro 53 poäng 9. Görgen Olsson Anderstorp RC, Chevrolet Camaro 53 poäng                                                                              |  |
| 1999 | Super Stock 1. Göran Boström SSK, Chevrolet Camaro 2. Mikael Östberg Botkyrka MK, Chevrolet Camaro |  |
| 1999 | Classic 1. Marcus Lundström SSK, Chevrolet Camaro 213 poäng 2. Lazze Baalack MK Skandia, Camaro, Team Sunsta 184 poäng 3. Leif Söderlund Rimo MK, Camaro, Team Sunsta 136 poäng 4. Mickael Baalack MK Skandia, Camaro, Team Sunsta 135 poäng 5. Bosse Högberg Sollentuna BK, Chevrolet Camaro 125 poäng 6. Jörgen Eriksson SMK Hedemora, Chevrolet Camaro 109 poäng 7. Jonny Gustavsson Björbo, Chevrolet Camaro 70 poäng 8. Börje Eriksson SSK, Chevrolet Camaro 66 poäng 9. Anton Mattsson Umeå, Chevrolet Camaro 51 poäng 10. Stefan Hilding Anderstorp RC , Chevrolet Camaro 48 poäng                                                                         |  |
| 2000 | Super Stock 1. Thomas Nielsen Camaro, Harald Hellum Racing 135 poäng 2. Marcus Nyberg Camaro, Stena Gotthard Racing Team 109 poäng 3. Göran Boström SSK, Boström Motorsport 108 poäng 4. Lazze Baalack MK Skandia, Camaro, www.Sunsta.com 96 poäng 5. Marcus Lundström SSK, Gnosjö Automatsvarvn. AB 80 poäng 6. Kristoffer Lundström SSK, Gnosjö Automatsvarvn. AB 60 poäng 7. Kenneth Ahnelöv Stockholm, Max Motorsport 58 poäng 8. Rune Skullerud, Chevrolet Camaro 57 poäng 9. Olé Martin Lindum, Chevrolet Camaro, OLE Racing 55 poäng 10. Bo "Trollet" Hollström, Boström Motorsport 55 poäng                                                               |  |
| 2000 | Classic 1. Jörgen Eriksson SMK Hedemora,Hedemora Int. Raceway 175 poäng 2. Jonny Gustavsson Björbo, Hedemora Int. Raceway 134 poäng 3. Stefan Hilding Anderstorp RC , Chevrolet Camaro 99 poäng 4. Kaj Jansson, Rimbo, Camaro, www.Sunsta.com 91 poäng 5. Robert Kihlbom Botkyrka MK, Chevrolet Camaro 78 poäng 6. Bosse Högberg Sollentuna BK, Chevrolet Camaro 74 poäng 7. Börje Eriksson SSK, Chevrolet Camaro 63 poäng 8. S-E "Lången" Söderberg, Svenska Statoil AB 51 poäng 9. Per Bonté, Utemiljö AB, Chevrolet Camaro 36 poäng 10. Mikael Solbrand, Svenska Reservdelssupport 30 poäng                                                                    |  |
| 2001 | Camaro Cup 1. Olé Martin Lindum, Chevrolet Camaro, OLE Racing 187 poäng 2. Kristoffer Lundström SSK, Gnosjö Automatsvarv AB 156 poäng 3. Marcus Nyberg Camaro, Stena Gottard Racing Team 142 poäng 4. Marcus Lundström SSK, Gnosjö Automatsvarv AB 122 poäng 5. Laila Riis-Pedersen SSK, Chevrolet Camaro 76 poäng 6. Peo Norén, Hyllinge MS, Camaro 72 poäng 7. Kenneth Ahnelöv Stockholm, Team DeWalt 70 poäng 8. Janne "Cash" Nilsson SSK, Chevrolet Camaro 33 poäng 9. Jonny Gustavsson Björbo, Chevrolet Camaro 32 poäng 10. Benno Andreasson, MK Vättle, Chevrolet Camaro 30 poäng                                                                          |  |
| 2002 | Camaro Cup 1. Olé Martin Lindum, Chevrolet Camaro OLE Racing 191 poäng 2. Marcus Lundström SSK, Gnosjö Automatsvarv AB 128 poäng 3. Kristoffer Lundström SSK, Gnosjö Automatsvarv AB 122 poäng 4. Anders Brofalk Kocktorp MK, Autoexperten 92 poäng 5. Jonny Gustavsson Björbo, Chevrolet Camaro 76 poäng 6. Göran Pettersson, Bålsta, Camaro, Team Tema Bygg 71 poäng 7. Göran Boström SSK, Boström Motorsport 67 poäng 8. Peo Norén, Hyllinge MS, Camaro 60 poäng 9. Janne "Cash" Nilsson SSK, Chevrolet Camaro 53 poäng 10. Bosse Högberg Sollentuna BK, Chevrolet Camaro 15 poäng                                                                             |  |
| 2003 | Camaro Cup 1. Kristoffer Lundström SSK, Gnosjö Automatsvarv AB 184 poäng 2. Anders Brofalk Kocktorp MK, Autoexperten 170 poäng 3. Olé Martin Lindum, Chevrolet Camaro OLE Racing 165 poäng 4. Marcus Lundström SSK, Gnosjö Automatsvarv AB 138 poäng 5. Göran Boström SSK, Boström Motorsport 136 poäng 6. Peo Norén, Hyllinge MS, Camaro 134 poäng 7. Janne "Cash" Nilsson SSK, Chevrolet Camaro 115 poäng 8. Göran Pettersson, Bålsta, Camaro, Team Tema Bygg 91 poäng 9. Bengt Lundström SSK, Gnosjö Automatsvarv AB 84 poäng 10. Håkan Ricknäs RHK, Team Söderlarm 62 poäng                                                                                   |  |
| 2004 | Camaro Cup 1. Kristoffer Lundström SSK, Gnosjö Automatsvarv AB 134 poäng 2. Marcus Lundström SSK, Gnosjö Automatsvarv AB 107 poäng 3. Olé Martin Lindum, Chevrolet Camaro OLE Racing 83 poäng 4. Mikael Gunnarsson, Kristianstad MK, Camaro 67 poäng 5. Janne "Cash" Nilsson SSK, Chevrolet Camaro 65 poäng 6. Thomas Gustavsson Borlange MK, Chevrolet Camaro 61 poäng 7. Jonny Gustavsson Björbo, Chevrolet Camaro 58 poäng 7. Jörgen Eriksson SMK Hedemora, Chevrolet Camaro 53 poäng 9. Anders Brofalk Kocktorp MK, Team MECA 48 poäng 10. Bengt Lundström SSK, Gnosjö Automatsvarv AB 47 poäng                                                               |  |
| 2005 | Camaro Cup 1. Olé Martin Lindum, Chevrolet Camaro OLE Racing 56 poäng 2. Janne "Cash" Nilsson SSK, Team "Cash" Nilsson 51 poäng 3. Christian Nilsson, Team "Cash" Nilsson 26 poäng 4. Tony Bryntesson, SHRA Jönköping, Team Bryntesson 23 poäng 5. Thomas Gustavsson Borlänge MK, Chevrolet Camaro 17 poäng 6. Jörgen Eriksson SMK Hedemora, Chevrolet Camaro 16 poäng |  |
| 2006 | Camaro Cup 1. Olé Martin Lindum, Chevrolet Camaro OLE Racing 364 poäng 2. Marcus Lundström SSK, Gnosjö Automatsvarv AB 358 poäng 3. Anders Brofalk Kocktorp MK, Team MECA 352 poäng 4. Fredrick Bylund, Kolsva MS, Team Bylund 258 poäng 5. Thomas Gustavsson Borlänge MK, Chevrolet Camaro 250 poäng 6. Jonny Gustavsson Björbo, Chevrolet Camaro 246 poäng 7. Janne "Cash" Nilsson SSK, Team "Cash" Nilsson 222 poäng 8. Bosse Högberg Sollentuna BK, Chevrolet Camaro 208 poäng 9. Christian Nilsson,Västerås MS, Team "Cash" Nilsson 198 poäng 10. Jan Aronsson, Skene MS, Chevrolet Camaro 184 poäng                                                         |  |
| 2007 | Camaro Cup 1. Anders Brofalk #69, Camaro, Team Bryntesson 386 poäng 2. Per-Gunnar Andersson #696, Camaro, Team Bryntesson 362 poäng 3. Jonny Gustavsson #2, Borlänge MK, Chevrolet Camaro 338 poäng 4. Magnus Krokström #66, Camaro, Team Bryntesson 330 poäng 5. Marcus Lundström #43, Lundström motorsport 272 poäng 6. Ole Martin Lindum #37, Lindum-Konserud Racing 254 poäng 7. Bernard Kongserud #39, Lindum-Konserud Racing 218 poäng 8. Christian Nilsson #20, Team "Cash" Nilsson 192 poäng 8. Jan Aronsson #35, Skene MS, Chevrolet Camaro 192 poäng 10.Kjell Folkesson, Björkviks MC, Chevrolet Camaro 186 poäng                                       |  |
| 2008 | Riksmästerskap RM i Camaro Cup 1. Anders Brofalk #69, Team Bryntesson 92 poäng 2. Ole Martin Lindum #37, Lindum-Konserud Racing 63 poäng 3. Magnus Krokström #66, Team Bryntesson 63 poäng 4. Mikael Wärn #77, MPW Racing 56 poäng 5. Bernard Kongserud #39, Lindum-Konserud Racing 43 poäng 6. Marcus Lundström # 43, Lundström motorsport 26 poäng 7. Jonny Gustavsson #2 Eljas Motorsport 25 poäng 8. Fredrick Bylund #11, Team Bylund 22 poäng 9. Mårten Hansén #18, Team Bålstasläpet/Magnum Racing 18 poäng 10. Jörgen Eriksson #45, Rättviks Racing 15 poäng                                                                                               |  |
| 2008 | Championship i Camaro Cup 1. Anders Brofalk #69, Team Bryntesson 404 poäng 2. Mikael Wärn #77, MPW Racing 332 poäng 3. Magnus Krokström #66, Team Bryntesson 324 poäng 4. Ole Martin Lindum #37, Lindum-Konserud Racing 310 poäng 5. Marcus Lundström # 43, Lundström motorsport 266 poäng 6. Bernard Kongserud #39, Lindum-Konserud Racing 258 poäng 7. Jonny Gustavsson #2 Eljas Motorsport 222 poäng 8. Fredrick Bylund #11, Team Bylund 202 poäng 9. Jörgen Eriksson #45, Rättviks Racing 172 poäng 10. Mårten Hansén #18, Team Bålstasläpet/Magnum Racing 170 poäng                                                                                          |  |
| 2008 | Junior Championship i Camaro Cup 1. Mårten Hansén #18, Team Bålstasläpet/Magnum Racing 168 poäng 2. Christian Nilsson #20, Team "Cash" Nilsson 134 poäng 3. Algot Öberg #18 Eljas motorsport 124 poäng 4. Tommie Eliasson #52, Team X3M 120 poäng 5. Niklas Johansson #99, Nice Engineering 119 poäng 6. Mikael Granberg #35, Team Fini-Granberg Motorsport 116 poäng 7. Daniel Svensson #57, Lundström motorsport 43 poäng |  |
| 2009 | Riksmästerskap RM i Camaro Cup 1. Ole Martin Lindum #37, Lindum-Konserud Racing 267 poäng 2. Magnus Krokström #66, Team Bryntesson 256 poäng 3. Anders Brofalk #69, Team Bryntesson 213 poäng 4. Mikael Wärn #77, MPW Racing 204 poäng 5. Fredric Magnusson # 86, Team Magnusson Motorsport 195 poäng 6. Marcus Palnér #96, Team Bryntesson 176 poäng 7. Jonas Nilsson # 33, JN Racing 160 poäng 8. Jörgen Eriksson #45 Emerén Motorsport 157 poäng 9. Marcus Larsson #64, Fini-Granberg Motosport 149 poäng 10. Stefan Jacobsson #73, Nice Engineering 143 poäng                                                                                                 |  |
| 2009 | Junior Championship i Camaro Cup 1. Fredric Magnusson # 86, Team Magnusson Motorsport 273 poäng 2. Marcus Palnér #96, Team Bryntesson 261 poäng 3. Marcus Larsson #64, Fini-Granberg Motosport 252 poäng 4. Tommy Eliasson #52, Team X3M 242 poäng 5. Hampus Lindqvist #4 Lindqvist Racing 176 poäng 6. Niklas Johansson #99, Nice Engineering 150 poäng 7. Daniel Svensson #57, Lundström motorsport 146 poäng 8. Fredrik Ros #22, Team Ros 76 poäng 9. Christian Nilsson #20, Team "Cash" Nilsson 42 poäng |  |
| 2010 | Riksmästerskap RM i Camaro Cup 1. Tomas Engström #17, Brings Racing 303 poäng 2. Alexander Graff #16, Brings Racing 300 poäng 3. Fredrik Ros #47, Emerén Motorsport 257 poäng 4. Anderas Ahlberg #5, BMS Events 194 poäng 5. Michael Wärn #77, Memphis Racing 177 poäng 6. Magnus Krokström #48, Memphis Racing 177 poäng 7. Peggen Andersson #9, Usabil.nu 157 poäng 8. Tobias Brink #1 Brink Motorsport 142 poäng 9. Ole Martin Lindum #37, Lindum Racing 139 poäng 10. Mikael Granberg #8, www.fini.se 137 poäng |  |
| 2010 | Camaro Cup Gen 4 1. Marcus Larsson #64, Bryntesson Motorsport 351 poäng 2. Hampus Lindqvist #4, Memphis Racing 250 poäng 3. Andrè Andersson #20, Orange Performance 215 poäng 4. Jörgen Edström #91, MPS Motorsport 178 poäng 5. Simon Reinberth #40, Eljas Motorsport 165 poäng 6. Margaretha J Hagman #44, Maggan Racing 148 poäng 7. Daniel Svensson #57, Lundström Motorsport 134 poäng 8. Jonas Nilsson #33 JN Racing 129 poäng 9. Richard Berggren #84, Memhis Racing 88 poäng 10. Jonny Gustavsson #2, Björbo Racing 48 poäng |  |
| 2010 | Junior Championship i Camaro Cup 1. Alexander Graff # 16, Brings Racing 321 poäng 2. Fredrik Ros #47, Emrèren Motorsport 297 poäng 3. Andreas Ahlberg #5, BMS Events 255 poäng 4. Tobias Brink #1, Brink Motorsport 231 poäng 5. Mikael Granberg #8 www.fini.se 220 poäng 6. Ted Brink #7, Brink Motorsport 187 poäng 7. Marcus Palnér #96, Bryntesson motorsport 185 poäng 8. Tommie Eliasson #52, Orange Performance 169 poäng 9. Marcus Larsson #64, Bryntesson Motorsport 160 poäng 10. Stein Frederic Akre #98, Team Trysil 136 poäng |  |

## Spel
I Digital Illusions, CE. spel STCC 2 från 1999 är Camaro Cup en av de två tillgängliga mästerskapen (det andra är STCC).
Under 2008 släppte SimBin Studios i samarbete med STCC AB spelet STCC – The Game till PC. Spelet innehåller alla banor, förare och bilar som var med under 2008 årets säsong. Spelet är en fristående version av spelet RACE 07.